# Sotguldvinge
Sotguldvinge, Lycaena tityrus, är en fjärilsart i familjen juvelvingar.
Vingspannet varierar mellan 26 och 32 millimeter, på olika individer.

## Beskrivning

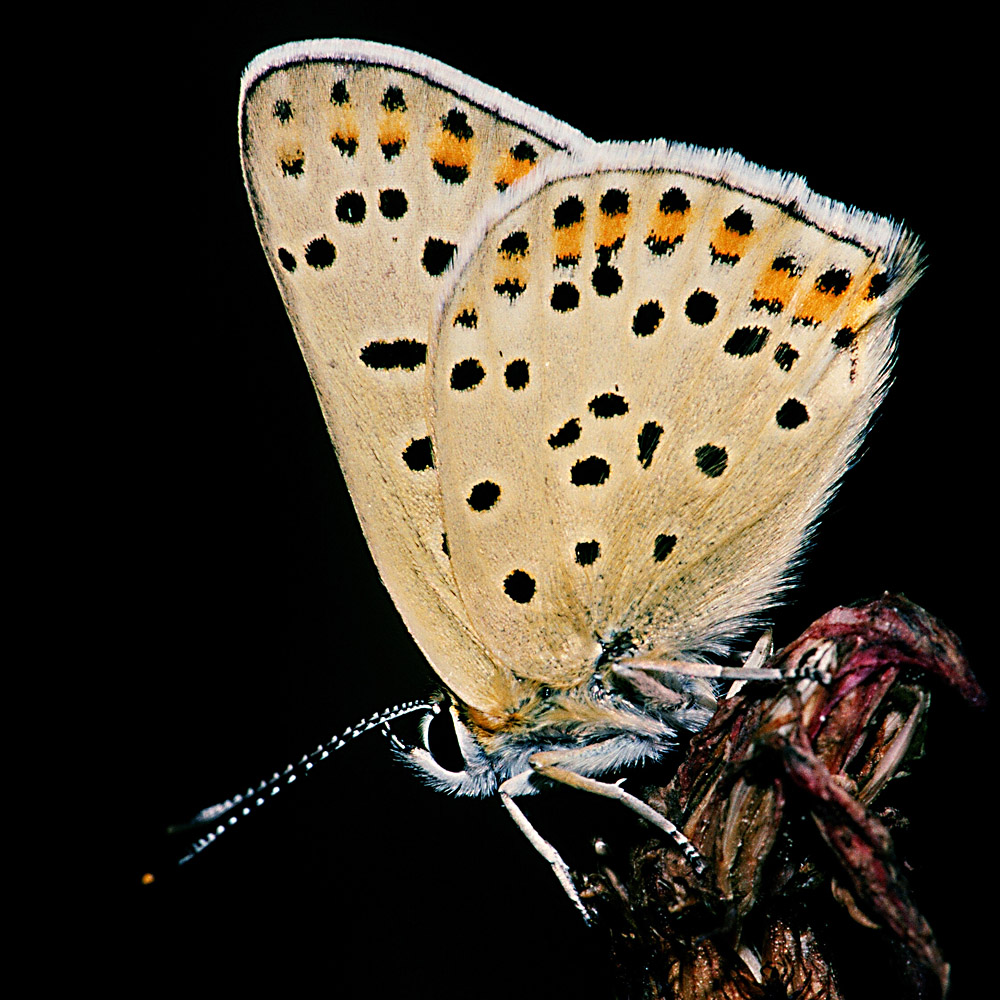
Sotguldvinge, undersidan av vingarna.

Ovansidan på hanen är brun med svartaktiga fläckar. Längs bakkanten finns det några orange fläckar. Honans framvingar är mer rundade och lite mer orangefärgade än hanens, och hon har större orange fläckar längs utkanterna på både fram- och bakvingar, i övrigt är de ganska lika på ovansidan. Undersidan är lika hos honan och hanen; ljust grågul, mörka fläckar samt orange fläckar längs vingkanterna. Larven är grön och blir upp till 20 millimeter lång.
Värdväxter för sotguldvinge är arter i skräppsläktet (Rumex).
Flygtiden är i två generationer, den första mellan maj och juni och den andra mellan juli och september.

## Utbredning
Sotguldvingens utbredningsområde är södra och centrala Europa och södra Ryssland till bergskedjan Altaj. I Norden förekommer den endast lokalt i Danmark. Dess habitat är blomsterängar.